# Ekso Metochi
Ekso Metochi (gr. Έξω Μετόχι, tur. Düzova) – wieś na Cyprze, w dystrykcie Nikozja.